# Ocalaria macrops
Ocalaria macrops là một loài bướm đêm trong họ Noctuidae.